# Espectroscòpia d'emissió atòmica

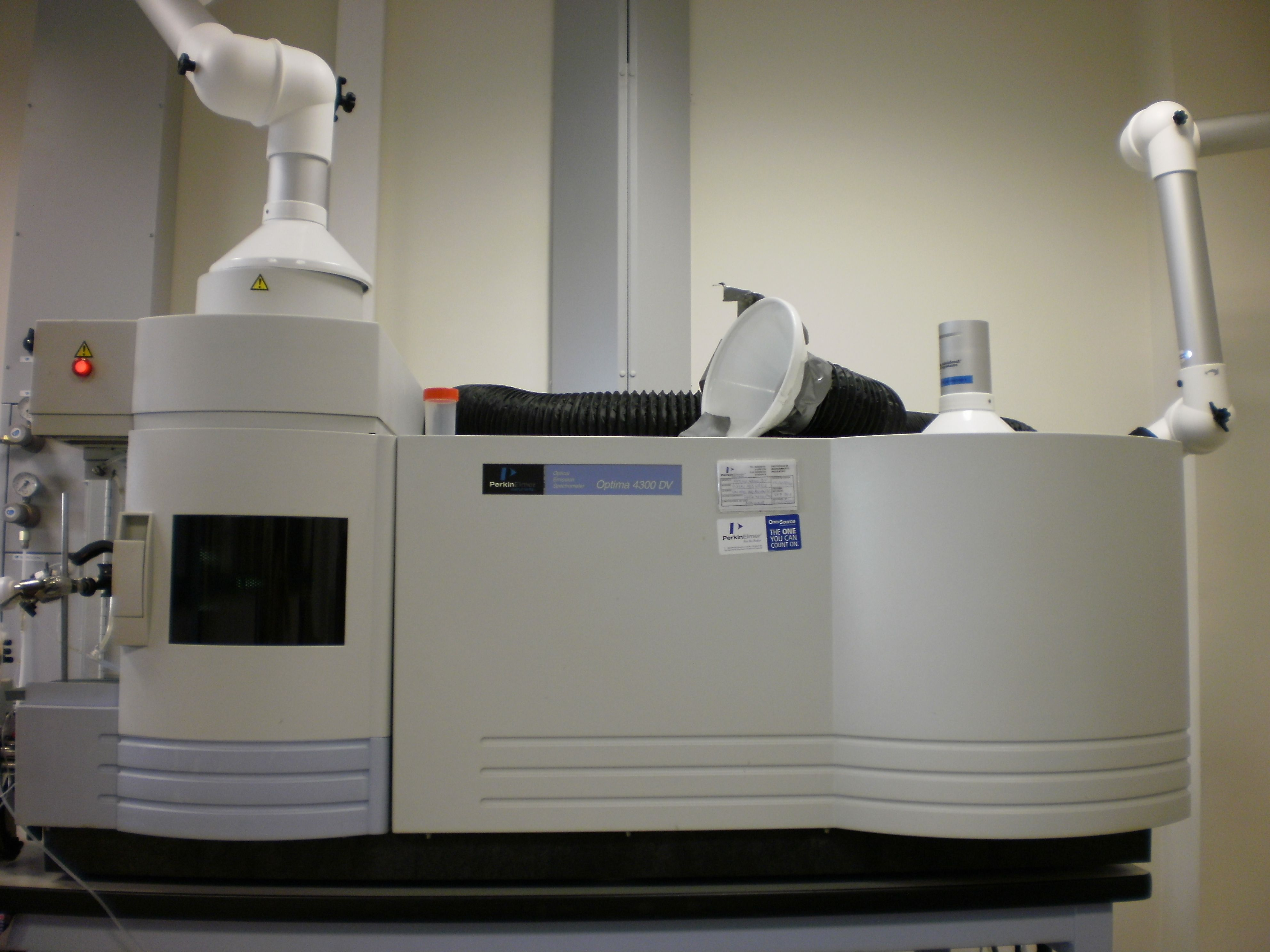
Espectròmetre d'emissió atòmica de plasma acoblat inductiu.

L'espectroscòpia d'emissió atòmica (AES) és un mètode d'anàlisi química que utilitza la intensitat de la llum emesa per una flama, plasma, arc o espurna a una determinada longitud d'ona per determinar la quantitat d'un element en una mostra. La longitud d'ona de la línia espectral atòmica en l'espectre d'emissió dona la identitat de l'element mentre que la intensitat de la llum emesa és proporcional al nombre d'àtoms de l'element. La mostra es pot excitar per diversos mètodes.

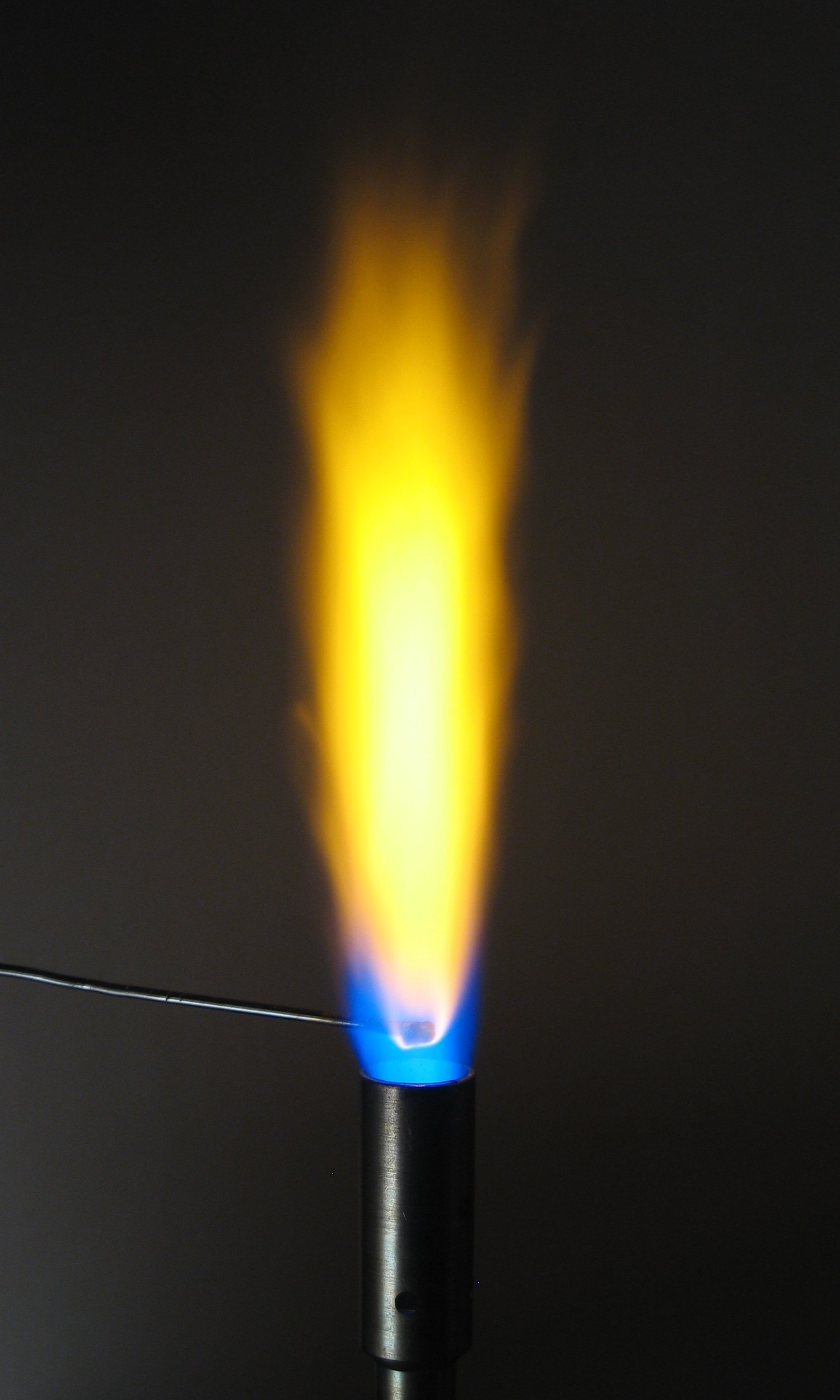
Els ions atòmics de sodi que emeten llum en una flama mostren una emissió groc brillant i brillant a una longitud d'ona de 588,9950 i 589,5924 nanòmetres.

La mostra d'un material (analit) s'introdueix a la flama com un gas, una solució ruixada o s'insereix directament a la flama mitjançant l'ús d'un petit bucle de filferro, generalment platí. La calor de la flama evapora el dissolvent i trenca els enllaços intramoleculars per crear àtoms lliures. L'energia tèrmica també excita els àtoms en estats electrònics excitats que posteriorment emeten llum quan tornen a l'estat electrònic bàsic. Cada element emet llum a una longitud d'ona característica, que es dispersa per una reixa o prisma i es detecta a l'espectròmetre.
Una aplicació freqüent de la mesura d'emissions amb la flama és la regulació de metalls alcalins per a l'anàlisi farmacèutica.
L'espectroscòpia d'emissió atòmica d'espurna o arc s'utilitza per a l'anàlisi d'elements metàl·lics en mostres sòlides. Per a materials no conductors, la mostra es tritura amb pols de grafit per fer-la conductora. En els mètodes tradicionals d'espectroscòpia d'arc, una mostra del sòlid sol ser triturada i destruïda durant l'anàlisi. Es fa passar un arc elèctric o espurna a través de la mostra, escalfant-la a una temperatura elevada per excitar els àtoms que hi ha dins. Els àtoms d'analit excitats emeten llum a longituds d'ona característiques que es poden dispersar amb un monocromador i detectar-los. En el passat, les condicions de l'espurna o de l'arc normalment no estaven ben controlades, l'anàlisi dels elements de la mostra eren qualitatius. Tanmateix, les fonts d'espurna modernes amb descàrregues controlades es poden considerar quantitatives. Tant l'anàlisi qualitativa com la quantitativa d'espurnes s'utilitzen àmpliament per al control de qualitat de la producció a les instal·lacions de fosa i fosa de metalls.